# Євпраксія Мстиславна
Євпра́ксія Мстисла́вна (Добродія, Ірина, Зоя) (XII століття) — київська княжна, молодша імператриця Візантійської імперії. Була у шлюбі з імператором Візантії Іоанном || Комніном.
Євпраксії приписується авторство медичного трактату «Алімма», але це не є загальновизнаним.

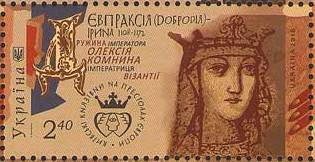
Євпраксія Мстиславна на українській поштовій марці 2016 року.

## Життєпис
Дочка великого князя київського Мстислава Великого. У 1122 році вийшла заміж за візантійського співімператора Олексія Комніна. Всі інші відомості щодо життя княжни є суперечливими. Імовірно була матір'ю Марії Комніни, дочки Олексія Комніна, що в свою чергу була матір'ю Іоана Комніна. Померла імовірно 16 листопада 1131 року. На українській поштовій марці роки життя Євпраксії вказані від 1108 до 1172.

## Ім'я
Відомості щодо першого імені князівни є суперечливими. В Іпатієвському літописі вона згадується лише як дочка Мстислава та як «Мстиславна».
Історик Константинос Варзос у своїй грецькомовній книзі 1984 року, присвяченій генеалогії Комнінів, називає княжну на момент її одруження «Dobrodëja (=Ευπραξία) Mstislavna», тобто наводить латиницею ім'я Добродія і зазначає грецький відповідник «Євпраксія» (дослівний переклад імені Добродія грецькою). При цьому він також зазначає, що після одруження княжна взяла собі ім'я «Ειρήνη», Ірина, на честь матері чоловіка, імператриці Ірини Арпад.
В українських та російських довколанаукових і медійних джерелах припускається, що ім'я Євпраксія було не справжнім іменем княжни, а прізвиськом, а «Добродія» могло бути подальшим пізнім дослівним перекладам цього прізвиська з грецької мови. Хоча слов'янське ім'я Добродія могли навпаки дослівно перекласти як Євпраксія в грецькомовній Візантії. Також наводиться припущення, що справжнім іменем князівни отриманим за народження було ім'я Ірина, а після одруження вона взяла ім'я Зоя.

## Лікарка
Стверджується, що нібито з молодих років княжна вивчила народну медицину, лікувала хворих, і звідси отримала ім'я «Добродія».
У 1902 році російський дослідник Хрисанф Лопарев приписав Євпраксії авторство медичного трактату «Алімма» (укр. «Мазі») грецькою мовою. Єдиний екземпляр праці зберігається у флорентійській бібліотеці Лоренцо Медічі. Встановлення авторства базувалося на написі «Мазі пані Зої — цариці». Однак це авторство не є загальновизнаним, немає підтверджень того, що Євпраксія носила ім'я Зоя, натомість існувала інша візантійська імператриця Зоя, а також припис імовірно стосувався лише одного рецепта мазі, а не авторства всієї праці.

## Пам'ять
Євпраксію Мстиславну зобразили на марковому аркуші 2016 року «Київські князівни на престолах Європи».